# Tortonesia
Tortonesia ist eine ausgestorbene Fischgattung, deren Fossilien in der bedeutenden eozänen Fossillagerstätte Monte Bolca im nördlichen Italien gefunden wurden. Es wurde eine Art beschrieben, Tortonesia esilis . Tortonesia wurde bei der Erstbeschreibung den Lippfischen (Labridae) zugeordnet. 1990 wurde eine eigenständige Familie (die Tortonesidae) für die Gattung eingeführt, da man fand, dass Tortonesia sowohl Merkmale der Lippfische als auch der Riffbarsche (Pomacentridae) zeigt. Die Tortonesidae sollen nah mit den Riffbarschen verwandt sein.

## Merkmale
Tortonesia hatte einen langgestreckten, mit großen dünnen Kammschuppen bedeckten Rumpf und eine maximale Standardlänge von 5 cm. Der Kopf war klein, das Maul mittelgroß. Die Kopflänge lag bei weniger als einem Drittel der Standardlänge. Der Hinterkopf war mit großen Rundschuppen bedeckt. Der Rand des Präoperculums war glatt. Die Seitenlinie war unterbrochen. Der lange erste Abschnitt verlief hoch am Körper parallel zur Rückenflosse. Die durchgehende Rückenflosse wurde von fünf Stacheln und ca. 15 Weichstrahlen gestützt; bei der Afterflosse sind es zwei Stacheln und etwa zehn Weichstrahlen. Alle Flossenstacheln waren flexibel. Die hinteren Weichstrahlen von Rücken- und Afterflosse waren verlängert. Die Basis der Rückenflosse lag in einer hohen von Schuppen gebildeten Scheide, bei der Afterflosse war die Scheide niedrig. Die Schwanzflosse hatte 15 Hauptflossenstrahlen. Sie war nicht gegabelt. Die oberen Strahlen der Schwanzflosse waren filamentartig verlängert. Das Schwanzflossenskelett ist primitiv. Die Anzahl der Wirbel beträgt 25 oder 26 (11–12+14).